# Ultramarin
Ultramarin är ett samlingsnamn på en grupp oorganiska pigment med olika komposition av svavelhaltigt natriumaluminiumsilikat. De har kulörtoner från blåaktigt rosa till blåaktigt grönt, varav blått är den mest klassiska. Ultramarin används även som färgnamn för de kulörer som kan erhållas med ultramarinblått pigment.
Namnet ultramarin betyder "bortom havet", då lapis lazuli, som pigmentet tidigare utvanns från, importerades till Europa genom långväga handel. Under medeltiden och tidigmodern tid var det främst från Kokchadalen, i nuvarande nordöstra Afghanistan, som pigmentet hämtades till Europa.
Sedan 1820-talet kan man dock tillverka syntetisk ultramarin, vilket är mycket mindre kostsamt och dessutom ger ett renare och intensivare pigment.

Stjärnenatt, Vincent van Gogh (1889).
Ultramarinblått har här använts för himlens djupblå områden kring stjärnorna i bildens övre del.

## Ultramarinblått

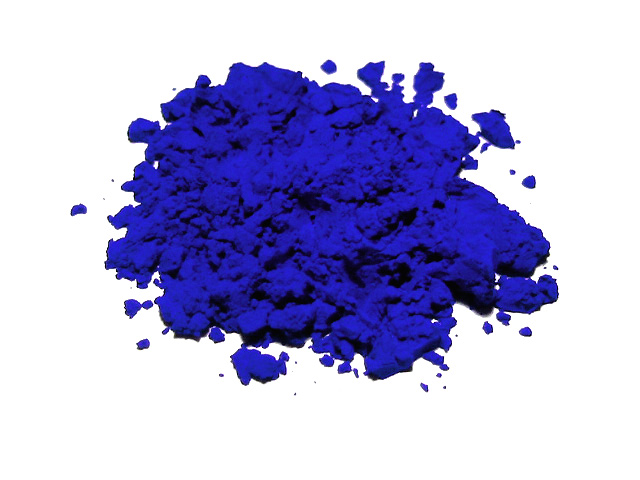
Syntetiskt ultramarinblått,
C.I. Pigment Blue 29

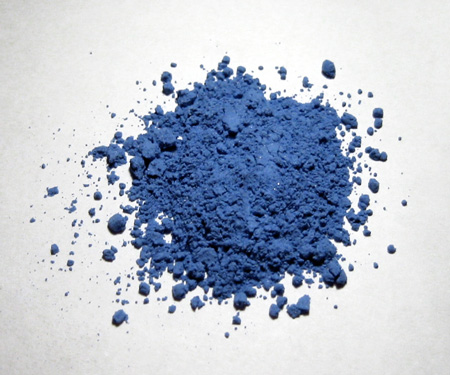
Naturligt ultramarinblått,
lapis lazuli

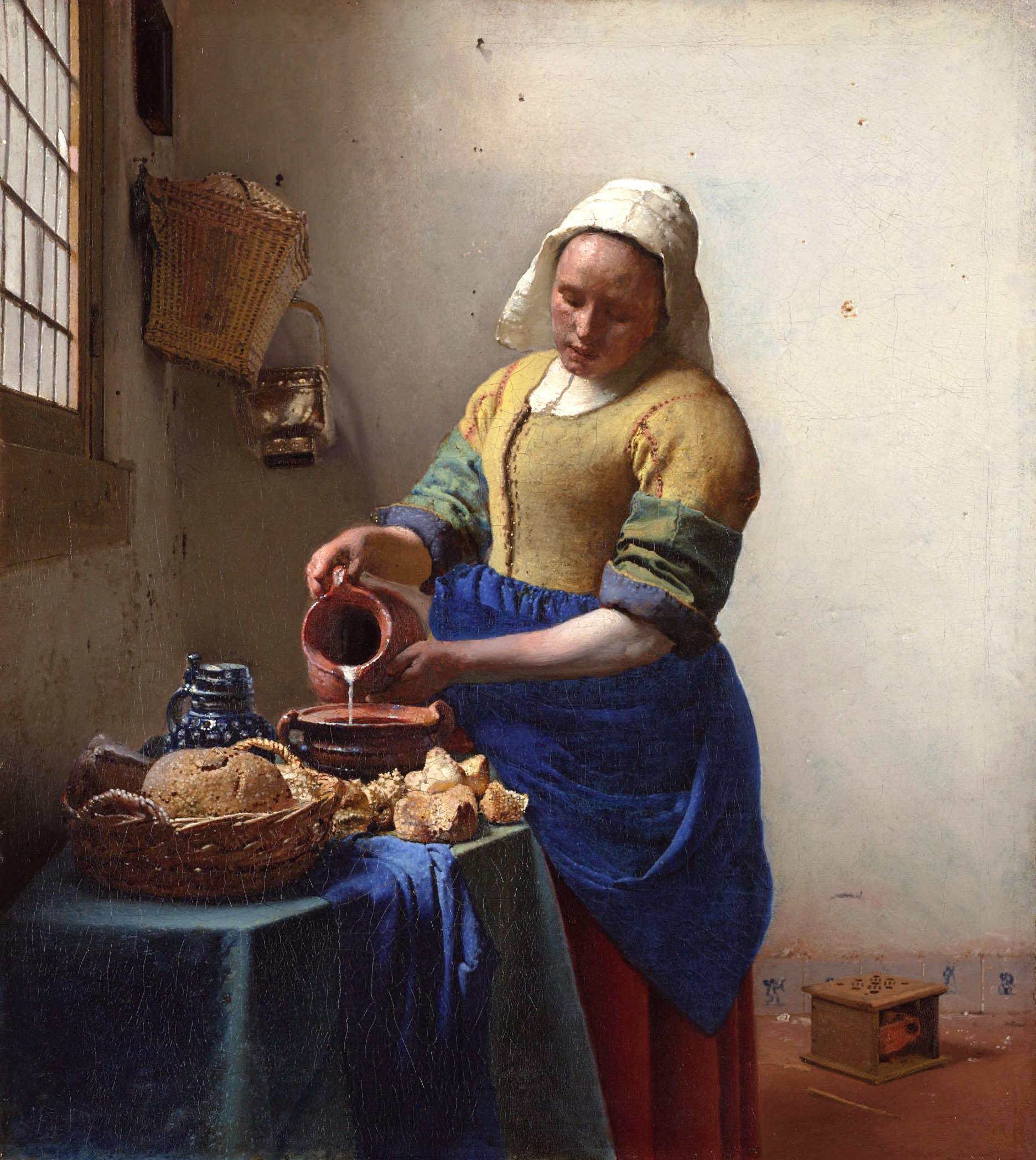
Mjölkjungfrun av Johannes Vermeer (ca 1658). Flickans förkläde är målat med naturligt ultramarinblått tillsammans med blyvitt.

Ultramarinblått, C.I. Pigment Blue 29 (77007), är ett blått, i vatten olösligt pigment, som är både ljusäkta och tvättäkta, inte angrips av alkalier, men förstörs av syror eller surt reagerande salter varvid svavelväte utvecklas. Ultramarin berett med kiselsyra angrips mindre av sura vätskor. Den blå färgen drar ofta något åt det röda hållet.
Det är ett svavelinnehållande natriumsilikat vars sammansättning i sin enklaste form kan skrivas Na7Al6Si6O24S3, och mer generellt har en ungefärlig sammansättning som Na6-10Al6Si6O24S2-4.

### Tillverkning
Från 1400-talet användes pulvriserad och slammad lapis lazuli som en mycket dyrbar och varaktig blå målarfärg under namnet ultramarin. Detta färgämne var det enda som på vid den tiden gav en beständig blå färg.
Sedan man lärt sig att tillverka detta mineral, är all ultramarin i handeln syntetisk ultramarin. Syntetiskt ultramarin framställdes i liten skala först av Gmelin år 1822, och den första ultramarinfabriken anlades 1834 av Leverkus i Wermelskirchen. I början av 1900-talet var Nürnberg den viktigaste produktionsorten. 
Råämnena för tillverkningen är ren porslinslera, glaubersalt och kol. De fint pulvriserade och noga blandade ingredienserna glödgas, varefter massan pulveriseras och urtvättas. Man får då ett grönt pulver, ultramaringrönt, som blandas med svavel och glödgas med lufttillträde, varvid massan antar en intensiv och ren blå färg. Efter avsvalning pulveriseras, tvättas och slammas produkten. Wilhelm Büchner förenklade tillverkningen genom att tillsätta soda, svavel och kiselsyra. Då erhålls blått ultramarin direkt, genom en enda bränning, en metod som sedan togs upp av andra ultramarinfabriker.

### Användning
Ultramarinblått används gärna som pigment i konstnärsfärger. Under renässansen var ultramarin, vid sidan av guld, det pigment som användes till de allra viktigaste delarna av en målning. Detta berodde förmodligen på att pigmentet var dyrbart, på dess uppskattade blåa färg och på att det, till skillnad från andra blå pigment, var hållbart och inte förändrades över tiden. Den allra finaste kvalitén användes för sådant som Jungfru Marias mantel.
Ultramarinblått användes i början av 1900-talet även till tapet- och tygtryck och till blåning av till exempel vävnader, pappersmassa, stearinmassa och socker.

## Andra ultramarinpigment
Ultramarinviolett, ultramarinrosa och ultramaringrönt är pigment som alla har en kemisk struktur som ligger nära ultramarinblåtts. I Colour Index har de egna generiska namn, men de har samma "constitution number", 77007, som ultramarinblått.

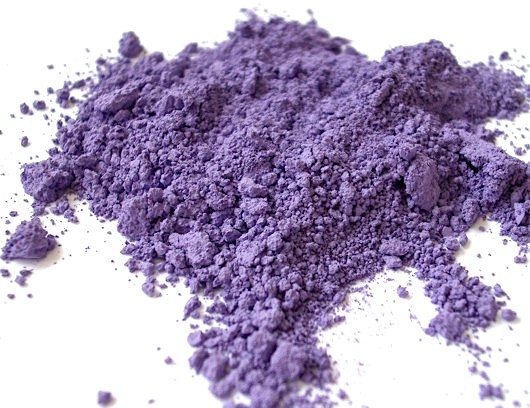
Ultramarinviolett,
C.I. Pigment Violet 15

### Ultramarinviolett
Ultramarinviolett, C.I. Pigment Violet 15, har oftast blåviolett ton, men det förekommer rödvioletta varianter.
Pigmentet framställs genom några dygns upphettning av ultramarinblått tillsammans med ammoniumklorid under lufttillförsel, eller genom att ultramarinblått upphettas tillsammans med klor och saltsyra.

### Ultramarinrosa
Ultramarinrosa, även kallat ultramarinrött, C.I. Pigment Red 259, har en rosa ton med viss dragning åt violett.
Det framställs genom några timmars upphettning av ultramarinviolett med saltsyragas, eller vid högre temperatur med salpetersyra (gas).

### Ultramaringrönt
Ultramaringrönt, C.I. Pigment Green 24, har en grön färg som drar åt blått.
Det framställs på liknande vis som ultramarinblått men utan den sista, luftförsedda glödgningen, se ovan.

## Ultramarin som färgnamn
Ordet ultramarin används ofta för kulörer som ligger i närheten av dem som kan fås med ultramarinblått pigment. Någon färg med namnet ultramarin finns inte bland de ursprungliga HTML-färgerna eller webbfärgerna (X11). I andra källor ges ultramarin färgkoordinaterna i boxen härintill.